# Prerijski galeb
Prerijski galeb (Leucophaeus pipixcan) je mali galeb (dužine 32–36 cm). Ime roda Leucophaeus potiče od starogrčkog leukos, "beli", i phaios, "sumračan". Specifični naziv pipixcan naziv je za ovu vrstu galeba na Navatl jeziku.

## Opis
Gnezdi se u središnjim provincijama Kanade i susednim državama na severu Sjedinjenih Država. To je ptica selica, koja prezimljuje u Argentini, na Karibima, u Čileu i Peruu.
Letno perje odrasle ptice je belo, a leđa i krila mnogo su tamnije sivi od svih galebova slične veličine, osim većeg astečkog galeba. Krila imaju crne vrhove s belom trakom. Kljun i noge su crvene. Crna kapuljača odrasle ptice u doba parenja uglavnom se gubi zimi.
Mlade ptice slične su odraslim, ali imaju manje razvijene kapuljače i nedostaje im bijeli pojas na krilima. Zrelost postiżu sa 3 godine.
Mere:
- Dužina: 32-36 cm
- Težina: 230-300 g
- Raspon krila: 85-95 cm

Iako ptica nije često viđena na obalama Severne Amerike, javlja se kao retka skitnica u severozapadnoj Evropi, južnoj i zapadnoj Africi, Australiji i Japanu, s jednim zabeleženim viđenjem u Eilatu u Izraelu 2011. (Smith 2011) i jednim u Larnaki na Kipru, u julu 2006. Početkom 2017. primećena je i u južnoj Rumuniji.

## Ponašanje
Ove ptice su svaštojedi poput većine galebova, pa će loviti i tražiti odgovarajući mali plen. U proleće će na rekama velike grupe plutati sa strujom, jedući insekte koji se izležu. Ponašanje uključuje prolazak kroz određenu deonicu i vraćanje na početak.

## Razmnožavanje
Ptice se gnezde u kolonijama u blizini prerijskih jezera. Gnezda grade na tlu, ređe na plutajućim objektima. Dva ili tri jaja inkubiraju se oko tri nedelje.

## Etimologija
Engleski naziv ptice, Franklin's gull, je počast arktičkom istraživaču Ser Johnu Franklinu, koji je vodio ekspediciju 1823. godine u kojoj je dobavljen prvi primerak Franklinovog galeba.